# Zapalovací cívka

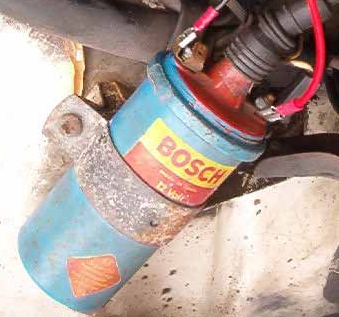
Zapalovací cívka Bosch (klasická)

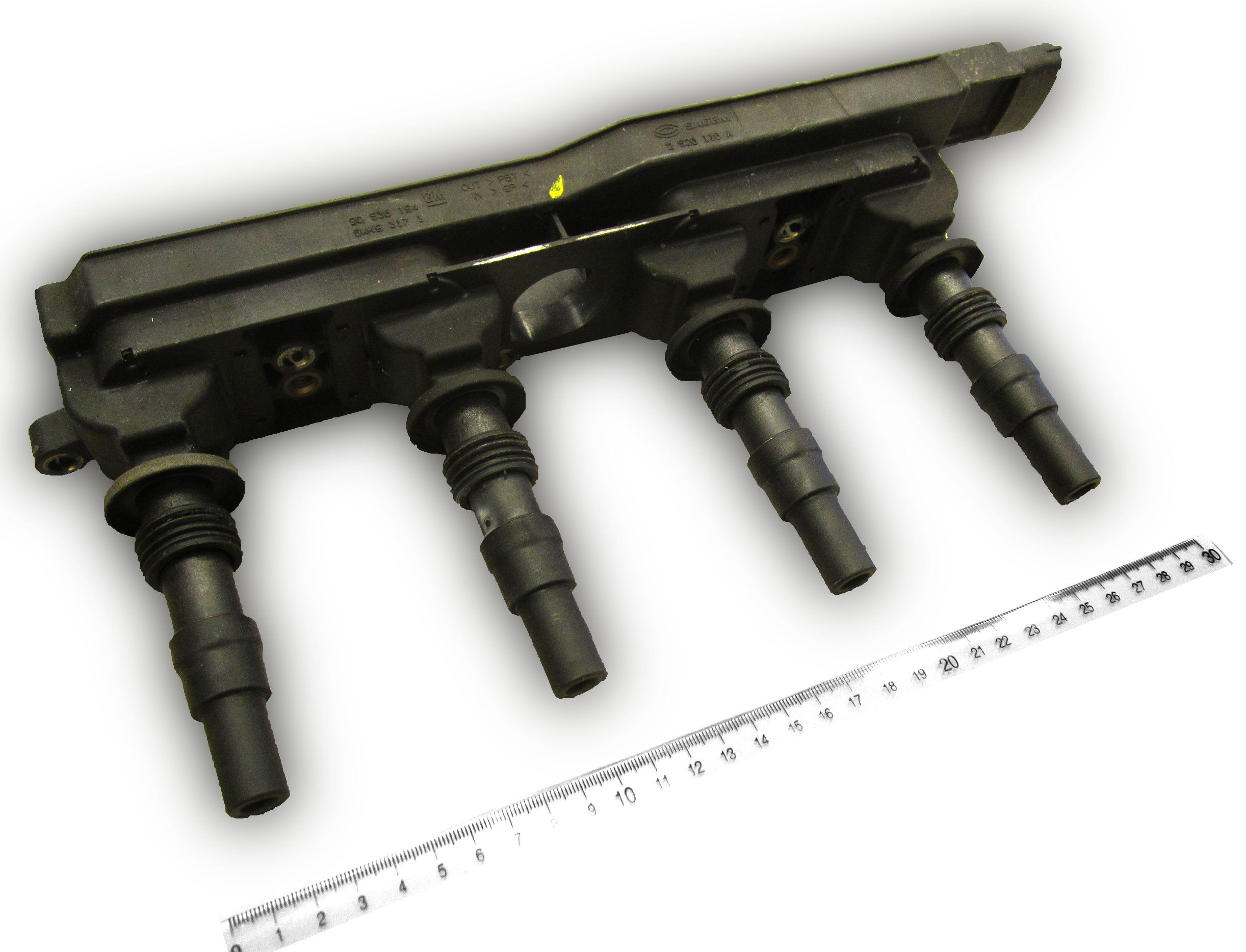
Zapalovací lišta se čtyřmi cívkami pro čtyřválcový motor Opel

Zapalovací cívka je součást zapalovacího systému zážehových motorů. Jejím úkolem je naakumulovat zapalovací energii a předat ji ve formě vysokonapěťového impulzu zapalovací svíčce. Zapalovací cívka může být:
- Jedna pro celý motor - klasické řešení pro starší systémy s rozdělovačem
- Samostatná pro každý válec - pro elektronicky řízené systémy
  - Tyto bývají sdruženy do společné zapalovací lišty pro jednu řadu válců
- Ve vícejiskrovém provedení - určená pro více válců najednou.

## Konstrukce zapalovací cívky (klasické)
Na železném jádru je navinuté sekundární vinutí. Na sekundárním vinutí je primární vinutí. Poměr počtu závitů může být v rozsahu 1:50 - 1:100 (větší počet má vinutí sekundární). Tato část je zalita v izolační hmotě resp. uložena na izolační podložce v kovovém pouzdře cívky. Uvnitř pouzdra cívky se ještě nachází plášť z plechů. Vrch cívky je také zakončen izolačním víkem z něhož vystupují tři svorky:
- Svorka, která se připojuje k přerušovači,
- Svorka připojená na napětí akumulátoru
- Vysokonapěťová svorka, která vede k zapalovacím svíčkám (dle potřeby přes rozdělovač).

Cívka je připevněna relativně širokou kovovou objímkou (viz obrázek) ke karosérii vozidla. Tato slouží kromě uchycení cívky i jako prostředek pro odvádění tepla vznikajícího v cívce.

## Samostatné cívky
Modernější řešení se samostatnou cívkou, která se montuje blíže resp. na zapalovací svíčku (anglicky coil-on-plug) má cívku zapuštěnou v pouzdře s transformátorovým olejem. Jednotlivé cívky se spojují do zapalovací lišty (anglicky coil-pack), společné pro celou řadu válců. V případě poruchy některé cívky v liště je třeba vyměnit celou lištu.

## Vícejiskrové cívky
Pro víceválcové motory s sudým počtem válců je výhodné použít dvoujiskrové nebo čtyřjiskrové cívky. Jedna dvoujiskrová cívka vygeneruje najednou dvě jiskry do dvou svíček a obslouží dva válce, které pracují s fázovým posunutím jedné otáčky klikové hřídele. Jiskra ve válci, který je v horní úvrati na konci kompresního zdvihu, zapálí směs. Jiskra ve válci, který je na konci expanzního zdvihu vyjde naprázdno, protože ve válci jsou už jen spaliny. Proto se tento systém v angličtině nazývá i wasted-spark. Tyto typy cívek bývají v plastových pouzdrech s vytaženými železnými jádry, které zajišťují chlazení.